# عمر فاضل
عمر فاضل ملحن أمريكي للسينما والتلفزيون وألعاب الفيديو. وهو أيضًا عازف متعدد الآلات ، غالبًا ما تعرضه مقطوعاته على مجموعة واسعة من الآلات ، بما في ذلك الجيتار والبيانو والتشيلو والطبول والإيقاع. يمكن سماع أعمال عمر في العديد من الأفلام والبرامج التلفزيونية وألعاب الفيديو ، مثل امتياز اللعبة العالمي أساسنز كريد 4: بلاك فلاغ والديكتاتور والفيلم المرشح لجائزة إيمي والحائز على جائزة جائزة بيبودي وفيلم القاضي والفيلم المرشح لجائزة إيمي ، جائزة بيبودي ، بطن الوحش ، والفيلم المرشح لجائزة الأوسكار ، اليوم الأول.

## روابط خارجية
- الموقع الرسمي
- التمثيل
- عمر فاضل في قاعدة بيانات الأفلام على الإنترنت
- اي تيونز
- Soundtrack.net